# Château d'Hémevez
Le château d'Hémevez est une demeure, dont l'origine remonte au XIIe siècle, reconstruite au XIXe et remaniée au XXe siècle en remplacement d'un château de la fin du XVIe début XVIIe siècle, qui se dresse, dans le Cotentin, sur le territoire de la commune française d'Hémevez dans le département de la Manche, en région Normandie.

## Localisation
Le château est situé à 300 mètres au sud-est de l'église Notre-Dame d'Hémevez, dans le département français de la Manche.

## Historique
En 1190, le château d'Hémévez est donné aux frères de l'ordre des Templiers par Héléna de Ciffrevast (Chiffrevast) en faveur de maître Guillaume de Sainte-Mère-Église. Le roi-duc, Richard Cœur de Lion, confirme la donation.
Une seigneurie est implantée en ce lieu depuis le XIIIe siècle et fut la possession de différentes familles. Un premier château existe probablement dès 1592, comme le laisse supposer une pierre taillée avec cette date sur un porche séparant le château actuel de la ferme. Ce château aurait été détruit à la Révolution et était depuis peu en possession de la famille de La Motte-Ango de Flers. En 1789, Charles-Louis de La Motte-Ango de Flers est dit « seigneur d'Hémevez ».
C'est cette famille qui fait construire au XIXe siècle le château actuel, et que l'on peut voir la marquise de Flers sortir du château en calèche attelée à la d'Aumont,.
En 1915, Georgette La Motte-Ango de Flers, la fille des châtelains de l'époque, alors âgée de seulement 19 ans décèdera d'une diphtérie contractée alors qu'elle est infirmière à l'hôpital de la Croix-Rouge de Valognes. Son nom est inscrit sur le monument aux morts de la commune.
En 1938, la compagnie du Canal de Suez, loue le château dans l'éventualité d'abandonner son siège parisien, ce qui sera le cas à la rupture du front le 10 mai 1940. Elle y restera jusqu'au 18 juin à l'arrivée des troupes allemandes.
Pendant la Seconde Guerre mondiale le château est légèrement endommagé en juin 1944, par des tirs d'obus tirés sur le domaine, dont un qui traverse le toit du château. Occupé successivement par les Allemands, les Américains et les Anglais, le château est ensuite laissé en état par la famille Ango de Flers, sous la surveillance d'un gardien. Le château se dégrade lentement avant qu'il ne soit, en 1982, racheté par Claude Brosselin, un antiquaire parisien, qui l'occupe encore aujourd'hui et continue de le restaurer,
Le chartrier
Découvert par Claude Brosselin, après son rachat, le chartrier du château comporte des pièces remontant au XIIIe siècle. Malheureusement il manque alors de nombreux documents soustraits par les promeneurs, le château étant ouvert aux quatre vents. Jean-Marc Joly, instituteur à Hémevez en 1994 avant d'en être le maire en 2010, passionné d'histoire, créera l'« Association de Sauvegarde du patrimoine d'Hémevez », avec le projet de récupérer le plus grand nombre de pièces « égarées ». Le travail de cette association, conjugué à celui des Archives départementales de la Manche, à Saint-Lô, a permis de reconstituer une partie de ce chartrier, en rachetant lors de ventes aux enchères, sur internet, dans les vide-greniers, auprès des brocanteurs ou de collectionneurs ou à la suite de dons. Parmi les pièces, on peut notamment mentionner un registre du XVIIe siècle dit « papier terrier », acquis en 2015 auprès d'un collectionneur privé.

## Description
Château des XVIIe et XIXe siècles, avec des dépendances importantes.

## Visite
Le château propriété privée n'est pas ouvert au public, sauf lors du méchoui annuel organisé par l'Association pour la sauvegarde du patrimoine d'Hémevez destiné à récolter des fonds pour l'acquisition des pièces manquantes du chartrier.